# Heinz Körvers
Heinz Körvers (* 3. Juli 1915 in Bönninghardt; † 29. Dezember 1942 bei Stalingrad) war ein deutscher Handballspieler.
Körvers spielte zunächst beim MSV Hindenburg Minden, mit dem er bei den Deutschen Meisterschaften 1936 den Titel erzielte. Der Torwart wurde 1936 bei den Olympischen Sommerspielen in Berlin mit der deutschen Handballnationalmannschaft Olympiasieger. Zwischen 1935 und 1941 bestritt er insgesamt fünf Länderspiele. Im Laufe seiner sportlichen Karriere spielte er auch beim Linforter Spielverein, mit dem er 1939 und 1940 noch zwei weitere Male das Endspiel um die Deutsche Meisterschaft erreichte und 1940 seinen zweiten Titel errang. Zuletzt war er ab Oktober 1941 beim MTV Braunschweig aktiv.
Während des Zweiten Weltkriegs führte ihn der Kriegseinsatz als Feldwebel an die Ostfront, wo er Ende 1942 in der Schlacht von Stalingrad fiel.